# Giancarlo Fisichella
Giancarlo Fisichella, detto Fisico o anche Fisi o Giano (Roma, 14 gennaio 1973) è un pilota automobilistico italiano, che corre nelle gare Gran Turismo per la Ferrari.
Dopo l'esperienza con i kart, in Formula 3 e nei Campionati Turismo, ha corso in Formula 1 dal 1996 al 2009 con Minardi, Jordan, Benetton, Sauber, Renault, Force India e Ferrari disputando 231 gran premi e ottenendo 275 punti iridati. Ha vinto tre Gran Premi (Brasile 2003, Australia 2005 e Malesia 2006), conquistato quattro pole position (Austria 1998, Australia 2005, Malesia 2006 e Belgio 2009) e fatto segnare due giri veloci (Spagna 1997 e Spagna 2005). È anche stato test driver per la Minardi nel 1995 e per la Ferrari nel 1996, 2010, 2011 e 2012.
Attualmente gareggia nel Mondiale Endurance con la Ferrari 488 GTE Evo del team Iron Lynx, nella classe LMGTE Am; in questo campionato ha vinto, nella classe GTE Pro, le 24 Ore di Le Mans del 2012 e del 2014, insieme a Gianmaria Bruni e Toni Vilander, con la Ferrari 458 Italia dell'AF Corse.

## Carriera

### Kart
A otto anni inizia a correre con i kart nel circuito Pista d'Oro di Guidonia, in Provincia di Roma. Nel 1984 gareggia con i Minikart Sessanta e ottiene quattordici vittorie. Tra il 1985 e il 1987 vince trentacinque gare nella categoria Cento Nazionale. Nel 1988 passa alla Cento Internazionale e vince il campionato italiano per squadre regionali, segna la pole al campionato del mondo ma si ritira quando è in testa; ottiene ventuno vittorie. Nella stagione 1989, in cui vince ventidue corse, è secondo al campionato europeo junior, quarto al campionato mondiale e primo al campionato intercontinentale dove parte dalla pole. Nel 1990 si piazza al quinto posto al campionato italiano e secondo al mondiale e terzo nell'intercontinentale ottenendo nel corso dell'anno quindici vittorie. Nel 1991 è nuovamente vicecampione d'Europa.

### Formula 3

Fisichella (a destra), promettente pilota di F3, con Luca Badoer a Fiorano nel dicembre 1994 per un test di F1 con la.

Nel triennio 1992-1994 partecipa al Campionato italiano di F3 con la Dallara-Opel della RC Motorsport. Nel 1992 vince il Gran Premio di Imola all'Autodromo Enzo e Dino Ferrari e si piazza all'ottavo posto in campionato. Nel 1993 è secondo nella classifica piloti; partecipa anche al Gran Premio di Monaco dove sigla la pole position e arriva secondo al traguardo. Nel 1994 vince dieci gare su venti, segna undici pole position, ottiene trecentonove punti e conquista il titolo piloti. Vince anche il prestigioso Gran Premio di Monaco e una manche al Gran Premio di Macao.

### Turismo
Nel 1995 gareggia nel International Touring Car Championship e nel DTM con un Alfa Romeo 155 V6 TI dell'Alfa Corse 2. Il migliore risultato stagionale è il secondo posto in gara 2 al Mugello mentre nei due Campionati si classifica decimo nel International Touring Car Championship e quindicesimo nel DTM. L'anno seguente, partecipa nuovamente al International Touring Car Championship con l'Alfa Romeo 155 V6 TI del team Tv Spielfilm. Arriva secondo all'Estoril in gara 1, terzo a Diepholz in gara 1, terzo in gara 1 e secondo in gara 2 a Magny-Cours, terzo al Mugello in gara 1 e secondo a Suzuka in gara 2. Fa anche segnare il giro veloce nelle due prove di Magny-Cours e nella seconda di Interlagos. Conclude il campionato al sesto posto della classifica piloti.

### Formula 1

#### 1995-1996: Minardi
Prima di diventare pilota ufficiale nei gran premi di Formula 1 lavora come collaudatore per la Minardi nel 1995. Nello stesso anno svolge anche un test con la Ferrari 412 T2 sul Circuito di Fiorano. Tuttavia il suo debutto in Formula 1 avviene, come per molti giovani italiani, con la Scuderia di Faenza.

Per il 1996 il team prevede di impiegarlo ancora come terzo pilota, ma in seguito alla defezione del giapponese Taki Inoue a pochi giorni dall'inizio della stagione, il romano viene promosso a titolare: nel corso del campionato prende parte a soli otto gran premi con la M195-B ottenendo come miglior risultato l'ottavo posto nel Gran Premio del Canada, non riuscendo quindi a raccogliere punti.

#### 1997: Jordan

Fisichella su Jordan-Peugeot 197 al Gran Premio di San Marino 1997: 4º al traguardo, conquista così il primo piazzamento a punti della carriera in F1

Per il campionato 1997 viene messo sotto contratto da Flavio Briatore, all'epoca team boss della Benetton, che tuttavia per quella stagione decide di darlo in prestito alla Jordan, dove trova come compagno Ralf Schumacher. Con la 197 disputa un buon campionato: raccoglie i primi punti iridati grazie al 4º posto a San Marino e al 6º a Monaco, fa segnare il giro veloce in Spagna e sale per la prima volta sul podio in Canada dove giunge 3º. A Hockenheim si qualifica 2º a pochi decimi dal pole-man Gerhard Berger e in gara riesce a prendere il comando della corsa sia pure per pochi giri, ma sfortunatamente gli scoppia una gomma a 5 tornate dalla fine. Al Gran Premio del Belgio, sul circuito di Spa-Francorchamps, parte dalla seconda fila e arriva 2º al traguardo, battuto solo da Michael Schumacher con la Ferrari. Sfiora il podio anche a Monza e a Spielberg dove arriva 4º. Chiude la stagione all'ottavo posto con 20 punti.

#### 1998-2001: Benetton
Nel 1998 Fisichella passa, come già previsto, alla Benetton, dove resterà fino al 2001. Nel 1998 guida la B198 e ha come compagno di squadra l'austriaco Alexander Wurz. Giunge sesto in Brasile, secondo a Monaco e in Canada e quinto in Gran Bretagna. Al Gran Premio d'Austria sull'A1-Ring centra la prima pole position in carriera battendo Jean Alesi, ma soprattutto davanti a Mika Häkkinen e Michael Schumacher. In gara è costretto al ritiro per un incidente con Jean Alesi. Ottiene l'ultimo punto stagionale grazie al sesto posto nel Gran Premio del Lussemburgo. Con i sedici punti guadagnati è nono in campionato.

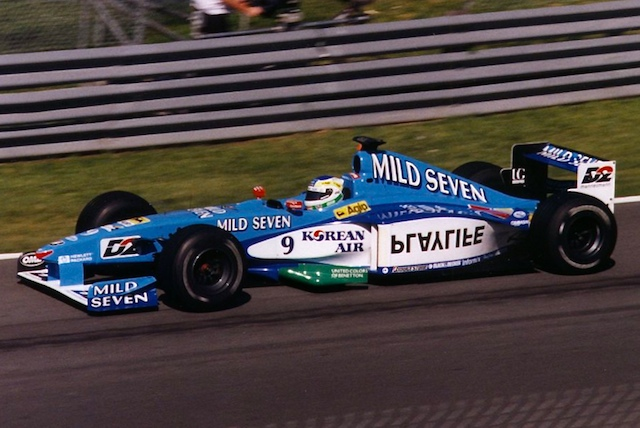
Fisichella su Benetton Playlife B199 al Gran Premio del Canada 1999, 2º al traguardo, miglior posizione del 1999

Per la stagione 1999 fa ancora coppia con Wurz alla guida della B199. Ottiene subito dei punti al Gran Premio d'Australia, a San Marino e a Monaco. Al Gran Premio del Canada, sul Circuito di Montréal, sfiora la vittoria arrivando secondo al traguardo a pochi centesimi dal vincitore Mika Häkkinen con la McLaren. Nel resto della stagione non ottiene più punti e in cinque occasioni è costretto al ritiro. Conclude la stagione al nono posto con tredici punti. Nel campionato 2000 gareggia con la B200 ancora con Wurz come compagno. Arriva quinto al Gran Premio d'Australia, secondo in Brasile, a Interlagos, poi fuori dalla zona punti per tre gare consecutive. Dopo il quinto posto al Gran Premio d'Europa al Nürburgring sale sul gradino basso del podio a Monaco e Montréal. Nelle ultime nove gare colleziona quattro piazzamenti e cinque ritiri. L'unica soddisfazione della seconda parte della stagione è il terzo tempo in qualifica ottenuto a Hockenheim. A fine anno è comunque sesto nella classifica piloti con diciotto punti. Il quarto e ultimo anno alla Benetton guida la B201 e in squadra arriva il giovane britannico Jenson Button. Riesce a conquistare solo tre risultati utili in tutta la stagione. È sesto in Brasile, quarto in Germania e terzo al Gran Premio del Belgio a Spa-Francorchamps. Al Gran Premio del Giappone, a Suzuka, ottiene il sesto posto in qualifica, migliore risultato stagionale. Con soli otto punti guadagnati si classifica undicesimo.

#### 2002-2003: il ritorno alla Jordan

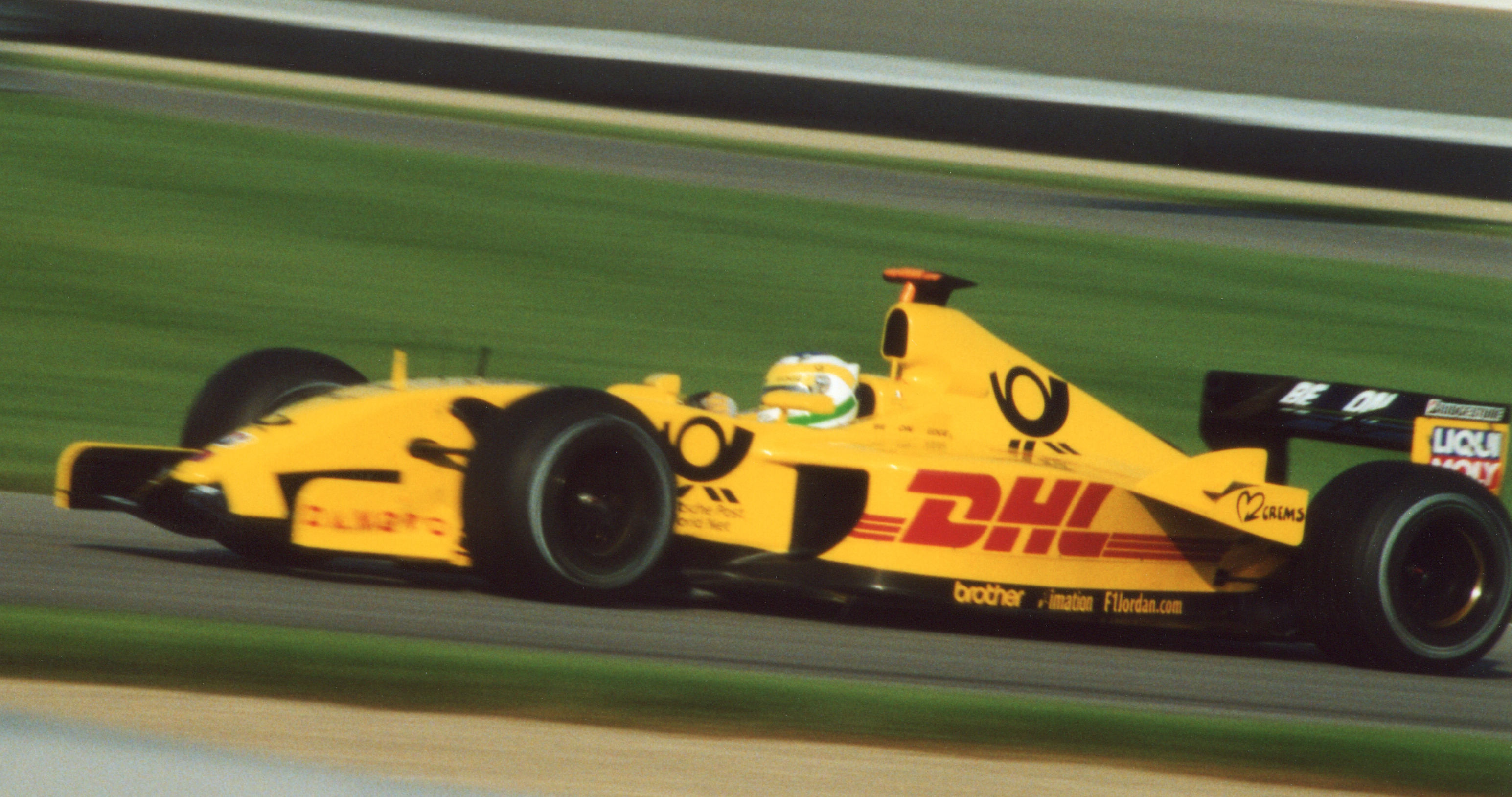
Fisichella su Jordan EJ12 al Gran Premio degli Stati Uniti d'America 2002

Dopo quattro anni in Benetton Fisichella ritorna alla Jordan per le stagioni 2002 e 2003. Nel campionato 2002 pilota la EJ12 e il suo compagno è il giapponese Takuma Satō. Guadagna punti solo in Austria, a Monaco, in Canada e in Ungheria dove ottiene il quinto tempo in qualifica. Conclude quattro gare fuori dalla zona punti, non prende parte al Gran Premio di Francia e si ritira otto volte di cui una per incidente e sette per problemi alla vettura. Con sette punti conquistati è undicesimo nel mondiale. Il secondo anno, al volante della Jordan EJ13 motorizzata Ford (come accade esattamente nell'anno dell'esordio della Jordan 191 del 1991), viene affiancato inizialmente dall'irlandese Ralph Firman e poi dall'ungherese Zsolt Baumgartner. Dopo il ritiro nei primi due gran premi, in Australia e in Malesia per problemi meccanici, partecipa al Gran Premio del Brasile sul difficile Circuito di Interlagos. A causa di un forte temporale la partenza viene rinviata ed effettuata un quarto d'ora dopo dietro la safety car. Fisichella grazie a una buona condotta di gara riesce a non essere coinvolto in nessuna collisione, effettua i pit-stop al momento giusto e quando la direzione di gara espone la bandiera rossa per sospendere la gara per i numerosi incidenti dovuti alla pioggia torrenziale si trova in testa al Gran Premio. A causa di un errore di cronometraggio e conteggio dei giri viene dichiarato vincitore Kimi Räikkönen con Fisichella secondo. In seguito la FIA si accorge dell'errore e, con cinque giorni di ritardo, dichiara Fisichella vincitore e organizza una nuova cerimonia di premiazione in occasione del Gran Premio di San Marino, la settimana seguente. Nei rimanenti gran premi della stagione colleziona altri sette ritiri e conquista due punti al Gran Premio degli Stati Uniti a Indianapolis. Chiude la stagione al dodicesimo posto con dodici punti.

#### 2004: Sauber

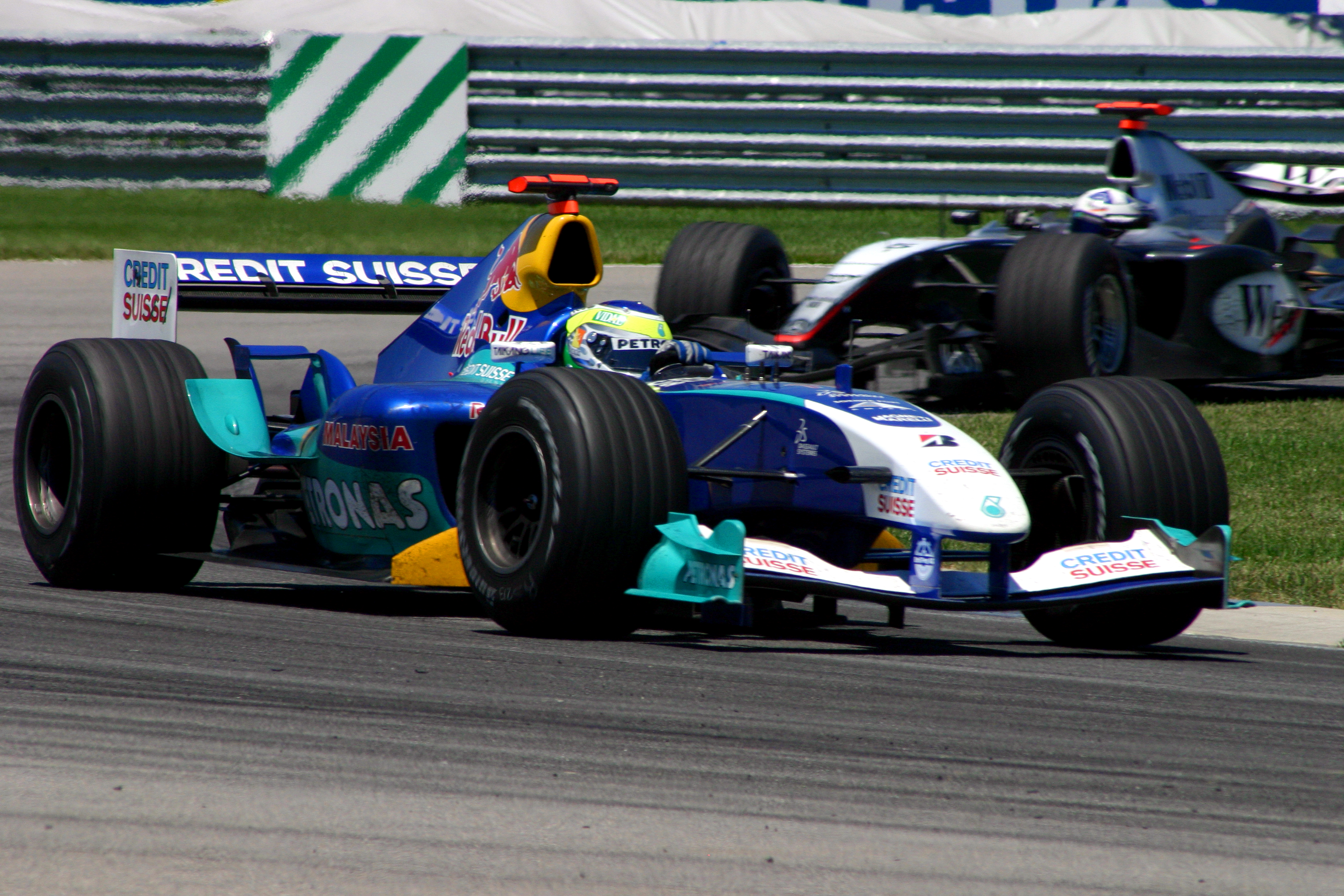
Fisichella su Sauber C23 al Gran Premio degli Stati Uniti d'America 2004

Per la stagione 2004 passa alla Sauber al fianco del giovane brasiliano Felipe Massa. Con la C23 disputa il campionato senza ottenere grandi risultati ma guadagnando spesso punti iridati. Dopo alcuni piazzamenti nei primi gran premi ottiene il sesto posto in Spagna poi si ritira a Monaco. Va ancora a punti al Nürburgring, a Montréal, dove il quarto posto all'arrivo è il migliore risultato stagionale, a Silverstone, all'Hungaroring, a Spa-Francorchamps, a Monza, a Shanghai e a Suzuka. Nella seconda parte della stagione riesce anche a fare delle buone qualifiche ottenendo l'ottavo tempo al Gran Premio d'Ungheria, il quinto in Belgio, il settimo in Cina e in Giappone. Conclude positivamente la stagione con ventidue punti ottenuti che gli valgono l'undicesimo posto nella classifica piloti.

#### 2005-2007: Renault
Dal campionato 2005 passa alla Renault gestita da Flavio Briatore e vi rimane fino al campionato 2007. Nella stagione 2005 pilota la R25 e ha come compagno di squadra lo spagnolo Fernando Alonso. Al Gran Premio d'Australia, all'Albert Park, prima gara della stagione, conquista la pole position battendo Jarno Trulli su Toyota. In partenza mantiene la prima posizione, che perde temporaneamente in occasione dei pit-stop, e taglia per primo il traguardo davanti a Rubens Barrichello e Fernando Alonso. Si ritira in Malesia per una collisione, in Bahrain per la rottura del motore e a San Marino per un incidente. Arriva quinto a Barcellona, dove fa segnare il giro veloce, dodicesimo a Monaco, sesto al Nürburgring poi si ritira a Montréal, per problemi all'impianto idraulico, e a Indianapolis. In Francia si piazza sesto, quarto in Gran Bretagna e Germania, nono in Ungheria e quarto in Turchia dove parte dalla prima fila. A Monza centra il terzo posto, si ritira per incidente a Spa-Francorchamps, arriva quinto a Interlagos, secondo a Suzuka e quarto a Shanghai partendo dalla prima fila. Con cinquantotto punti ottenuti è quinto nel mondiale piloti vinto dal compagno di squadra Fernando Alonso. La Renault vince il titolo costruttori.

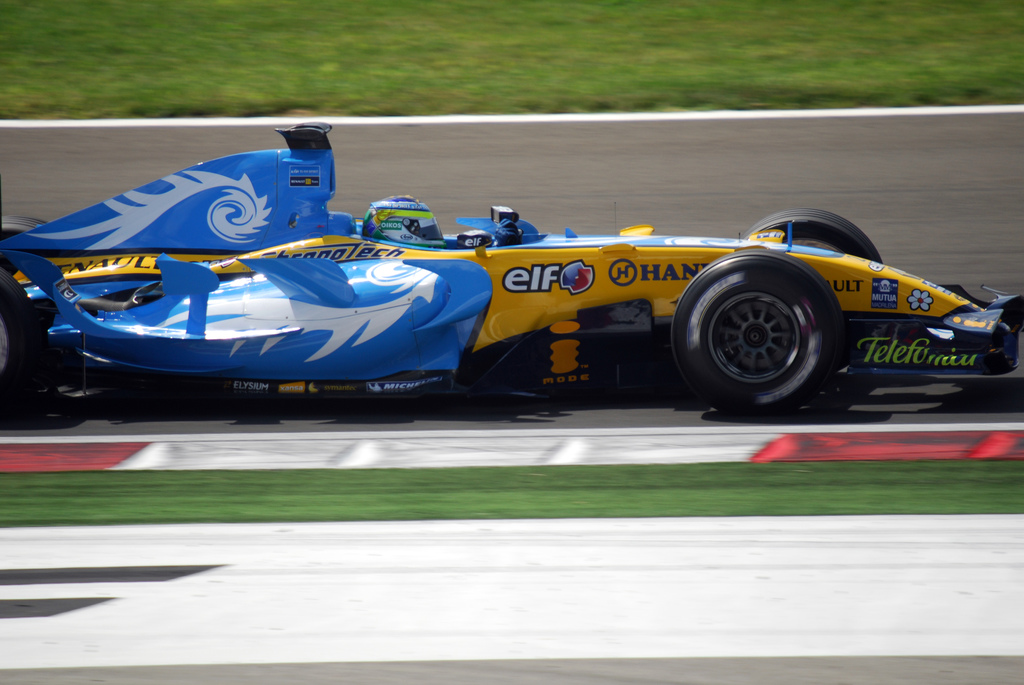
Fisichella su Renault R26 al Gran Premio di Turchia 2006

Nel 2006, ancora in squadra con Fernando Alonso, gareggia con la R26. Alla prima gara del campionato, il Gran Premio del Bahrain, è costretto al ritiro per problemi all'impianto idraulico. Al Gran Premio della Malesia, sul Circuito di Sepang, ottiene la pole position davanti a Jenson Button su Honda e Nico Rosberg su Williams. Vince la gara precedendo Fernando Alonso e Jenson Button conquistando il terzo successo in carriera, l'ultimo per un italiano. A Melbourne parte dalla prima fila e arriva quarto al traguardo, ottavo a Imola, sesto al Nurburgring. Ottiene il secondo tempo in qualifica al Gran Premio di Spagna e si piazza terzo, sesto a Monaco, quarto in Gran Bretagna e Canada dove parte dalla prima fila. Sale sul terzo gradino del podio a Indianapolis, è sesto a Magny-Cours e Hockenheim, si ritira in Ungheria. In Turchia arriva sesto, quarto in Italia, terzo in Cina dopo essere partito dalla prima fila, terzo in Giappone e sesto in Brasile. Alla fine della stagione, con settantadue punti, è quarto nel campionato vinto per la seconda volta da Fernando Alonso. La Renault conquista il secondo titolo costruttori.
Nel 2007 il finlandese Heikki Kovalainen sostituisce Fernando Alonso passato alla McLaren. Alla guida della poco competitiva R27 Fisichella non ottiene risultati di rilievo ma solo alcuni piazzamenti. È quinto in Australia, sesto in Malesia, settimo in Bahrain, nono in Spagna. Al Gran Premio di Monaco, a Montecarlo, ottiene il quarto posto, miglior piazzamento stagionale. Viene squalificato in Canada, arriva nono negli Stati Uniti, sesto in Francia e ottavo in Gran Bretagna. Al Nurburgring è decimo, dodicesimo al Hungaroring, nono a Istanbul. Al Gran Premio d'Italia, a Monza, giunge dodicesimo al traguardo mentre a Spa-Francorchamps si ritira al primo giro per la rottura di una sospensione. Negli ultimi tre gran premi ottiene il quinto posto al Monte Fuji, l'undicesimo a Shanghai ed è costretto al ritiro a Interlagos. Conclude la stagione all'ottavo posto con ventuno punti.

#### 2008-2009: Force India

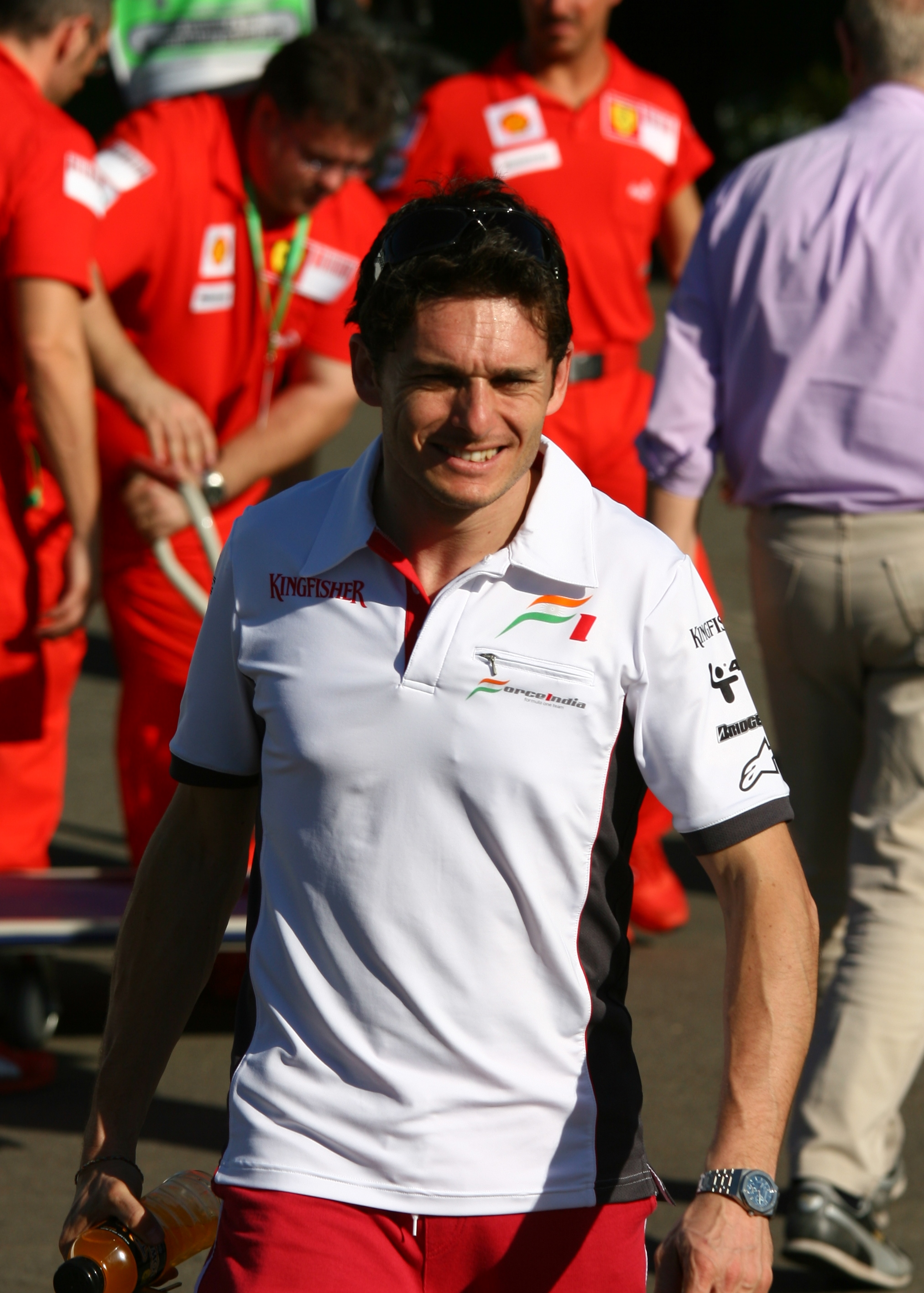
Fisichella con la Force India prima del Gran Premio d'Australia 2008

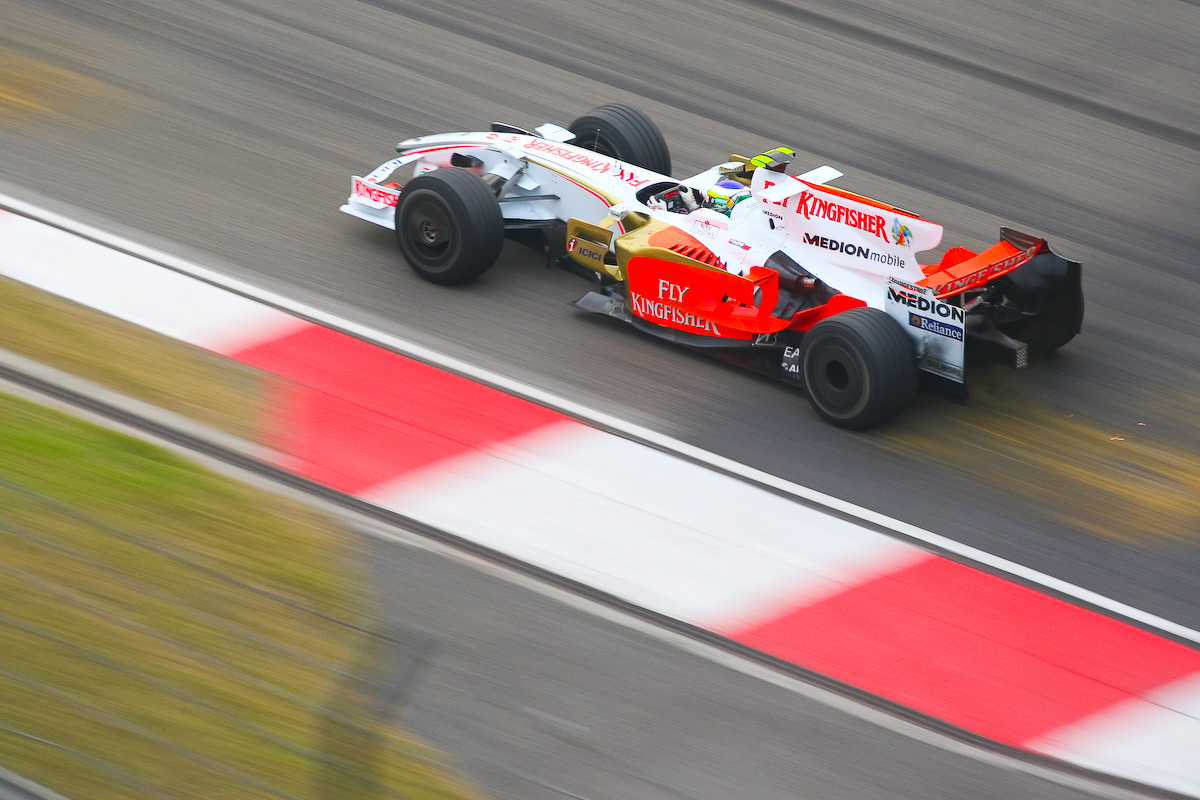
Fisichella su Force India VJM01 al Gran Premio di Cina 2008

Dopo aver lasciato la Renault passa alla nuova scuderia Force India dell'imprenditore indiano Vijay Mallya per disputare i campionati 2008 e 2009. Nel 2008, affiancato dal tedesco Adrian Sutil, porta al debutto la VJM01. Su diciotto gran premi disputati otto volte si deve ritirare e ottiene come miglior risultato il decimo posto nel Gran Premio di Spagna a Barcellona. Conclude la stagione senza ottenere punti iridati. Nel 2009 guida la nuova VJM02 e ha come compagno di squadra ancora Adrian Sutil. Nei primi undici gran premi ne conclude dieci senza ottenere punti ma si ritira solo in Turchia. Al Gran Premio del Belgio, sul Circuito di Spa-Francorchamps, conquista una storica pole position, la quarta per il pilota italiano, la prima per la squadra indiana. In gara viene battuto solo da Kimi Räikkönen con la Ferrari F60 dotata del sistema KERS che migliora l'accelerazione della vettura. Grazie a questo podio ottiene i primi punti iridati per la Force India. Dopo il Gran Premio del Belgio lascia la scuderia indiana per gareggiare con la Ferrari al posto di Felipe Massa infortunato.

#### 2009: Ferrari

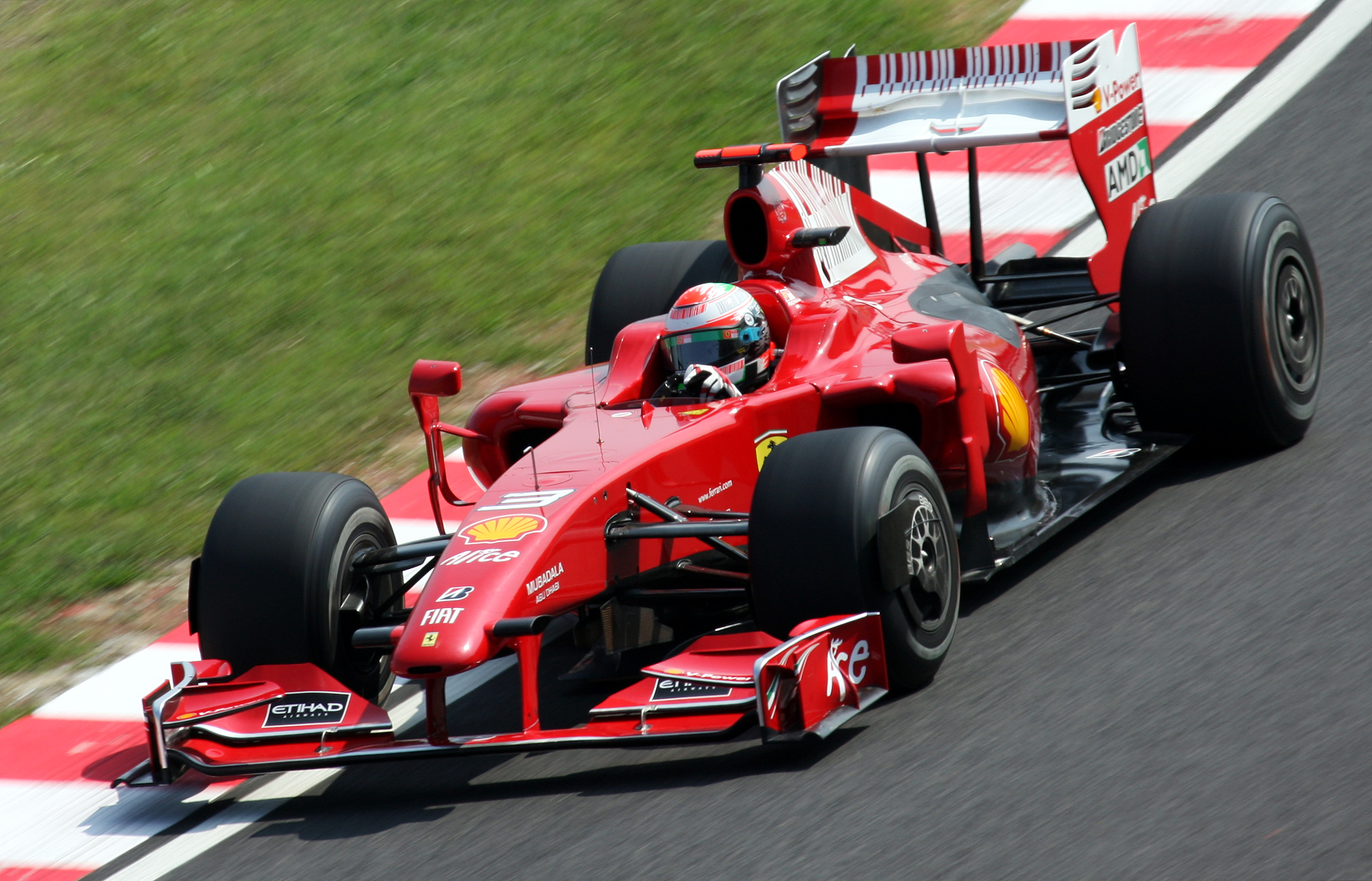
Fisichella su Ferrari F60 al Gran Premio del Giappone 2009

Il 3 settembre 2009, pochi giorni dopo il Gran Premio del Belgio, viene ingaggiato dalla Ferrari per sostituire Luca Badoer, che a sua volta aveva sostituito l'infortunato Felipe Massa, negli ultimi cinque gran premi della stagione. Giunto a Maranello con grandi ambizioni conclude tutte le cinque gare ben al di sotto delle aspettative, a causa delle oggettive difficoltà costituite dalla F60, profondamente diversa dalla Force India, e dal regolamento vigente che non consente prove libere private. Al debutto con la Ferrari in occasione del Gran Premio d'Italia, a Monza, ottiene il quattordicesimo tempo in qualifica e il nono posto in gara.

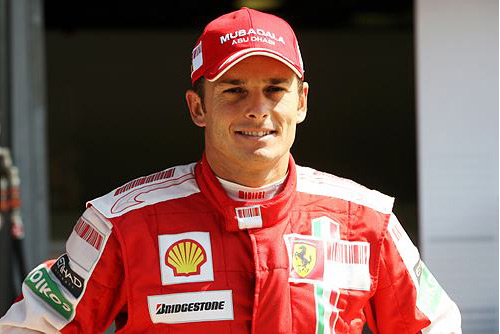
Fisichella con la Ferrari prima del Gran Premio d'Italia 2009

A Singapore si classifica tredicesimo, dodicesimo in Giappone e, partendo dall'ultima posizione, decimo in Brasile e sedicesimo ad Abu Dhabi. In cinque gran premi disputati con la Ferrari non ottiene nessun punto. Per il campionato 2010 continua il rapporto con la Ferrari con il ruolo di terzo pilota, dopo essere stato a un passo dal firmare un contratto da pilota titolare con la Sauber. Nel campionato 2011 svolge varie attività sportive e commerciali per la Ferrari. È pilota ufficiale nelle gare di durata e collaudatore delle monoposto di Formula 1. Partecipa a una manifestazione al Parco delle Cascine di Firenze alla guida di una F10 e al Motor Show di Bologna effettua alcuni giri di pista al volante di una F10 simulando anche un pit-stop. Nel campionato 2012, oltre che a gareggiare nel Mondiale Endurance è collaudatore della Ferrari con mansioni sportive e commerciali. Alla Moscow City Racing si esibisce alla guida di una F60 e una FF.

### Dopo la Formula 1

#### Endurance e FIA WEC

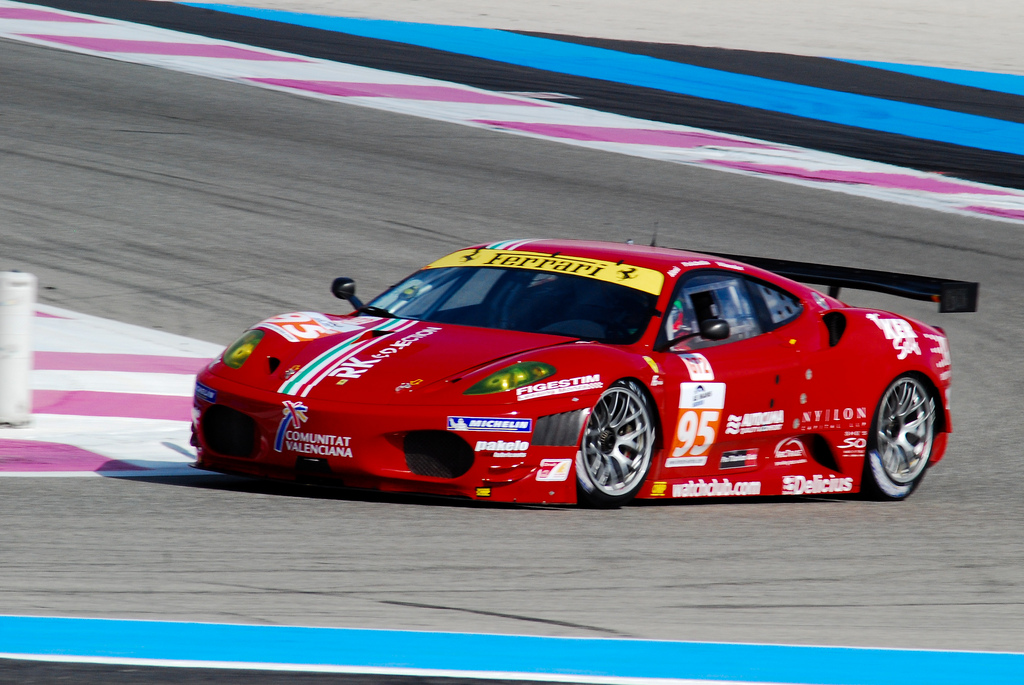
La Ferrari F430 GTC-AF Corse di Fisichella, Toni Vilander e Jean Alesi alla 8 Ore di Le Castellet 2010.

Terminata la carriera in Formula 1, nella stagione 2010 Fisichella partecipa alla Le Mans Series, nella categoria GT2, con la Ferrari F430 GTC della AF Corse in squadra con Jean Alesi e Toni Vilander. Alla gara d'esordio, la 8 Ore di Le Castellet sul Circuito Paul Ricard, ottengono il terzo posto come anche alla successiva 1000 km di Spa. Alla 24 Ore di Le Mans, che non fa parte del Campionato, ottengono il sedicesimo posto assoluto e il quarto di categoria nonostante un'uscita di pista a 280 chilometri orari a causa di un problema ai freni quando alla guida c'era Fisichella. Arrivano secondi alla 1000 km dell'Algarve disputata in notturna, quarti alla 1000 km dell'Hungaroring e dodicesimi alla 1000 km di Silverstone ottenendo il secondo posto finale in Campionato. A ottobre partecipa alla Petit Le Mans di Road Atlanta, valida per la Intercontinental Le Mans Cup, al volante di una Ferrari F430 GTC della Risi Competizione con Jaime Melo e Mika Salo dove si piazzano diciassettesimi assoluti e settimi di classe. Alla fine di novembre corre la 6 Ore di Vallelunga, gara fuori Campionato, con Marco Cioci e Piergiuseppe Perazzini, con la F430 della AF Corse e arriva ottavo al traguardo nonostante un grave incidente occorsogli mentre era in testa alla gara.

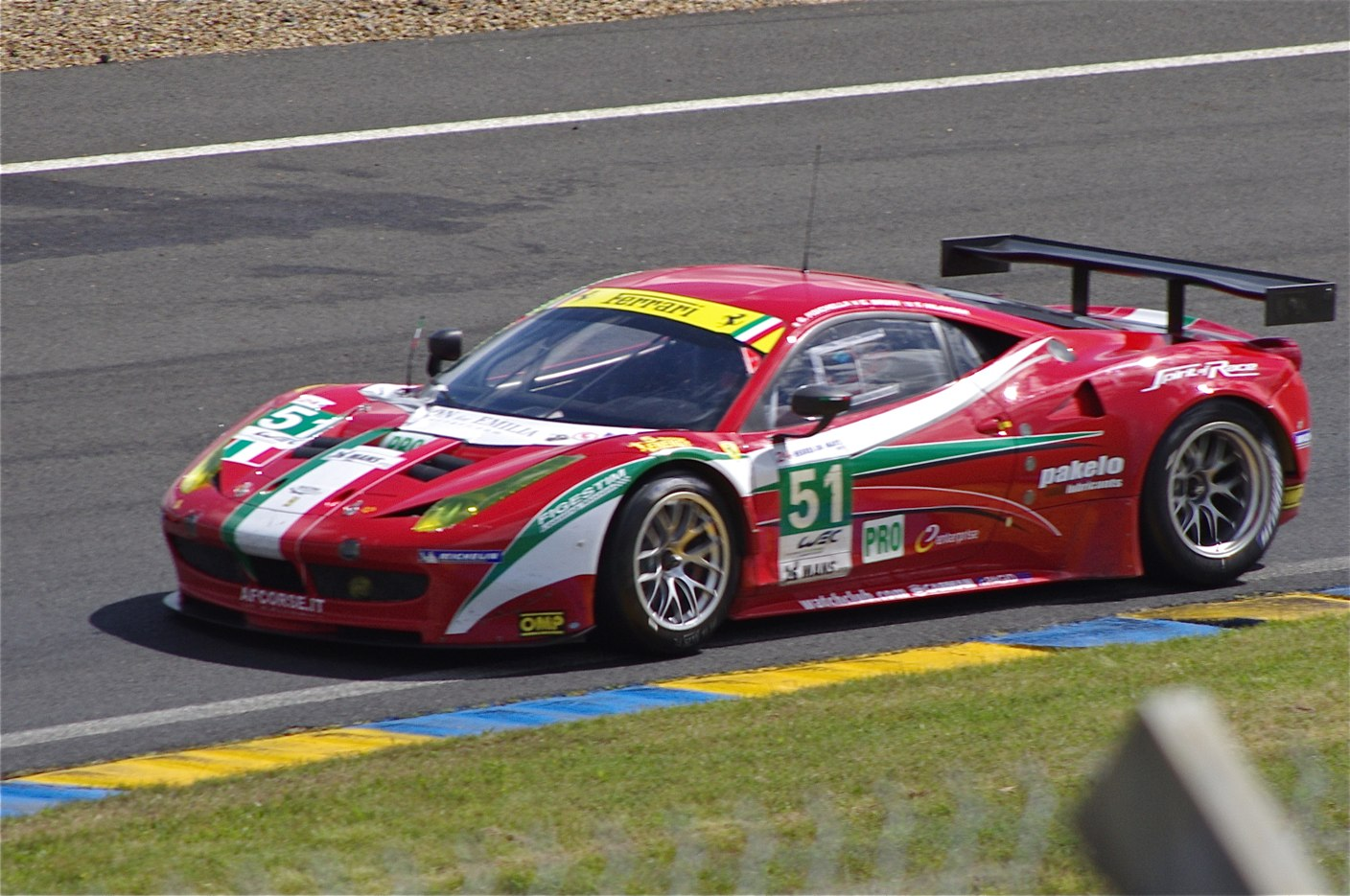
La Ferrari 458 GTC-AF Corse di Fisichella, Vilander e Gianmaria Bruni impegnata nella vittoriosa 24 Ore di Le Mans 2012, Classe LMGTE Pro.

Il 2011 vede Fisichella impegnato sia nella Le Mans Series e che nella Intercontinental Le Mans Cup nella categoria GTE Pro. Guida, in coppia con Gianmaria Bruni, la nuova Ferrari 458 GTC della AF Corse. Alla prima gara stagionale, la 12 Ore di Sebring valida per l'Intercontinental Le Mans Cup, ottiene il quinto posto guidando la F430 GTC, della stagione precedente, che nelle gare successive verrà sostituita dalla 458 GTC. Alla 6 Ore di Le Castellet della Le Mans Series è secondo. A maggio partecipa alla 1000 km di Spa, valevole per entrambi i campionati, e centra la prima vittoria stagionale. Alla 24 Ore di Le Mans, terza prova dell'Intercontinental Le Mans Cup, Fisichella e Bruni vengono affiancanti da Vilander e arrivano al traguardo tredicesimi assoluti e secondi classe. Arriva secondo alla 6 Ore di Imola e vince la 6 Ore di Silverstone, valide per l'Intercontinental Le Mans Cup e Le Mans Series e si ritira per problemi meccanici alla 6 Ore dell'Estoril, ultima prova della Le Mans Series. Nelle ultima due gare dell'Intercontinental Le Mans Cup vince la Petit Le Mans e arriva quinto alla 6 Ore di Zhuhai. Fisichella e Bruni vincono il titolo piloti della Le Mans Series nella categoria GTE Pro. Nella stessa categoria e in entrambi i campionati, la Ferrari vince il titolo costruttori e l'AF Corse il campionato a squadre.
Nel 2012 Fisichella prende parte al Campionato del Mondo Endurance. Gareggia nella classe GTEPro al volante di una Ferrari 458 GTC della AF Corse con Bruni. Alla 12 Ore di Sebring è costretto al ritiro mentre ottiene il secondo posto alla 6 Ore di Spa. A giugno Fisichella, Bruni e Vilander centrano una storica vittoria alla 24 Ore di Le Mans. In seguito inanella tre successi consecutivi vincendo le 6 Ore di Silverstone, San Paolo e Bahrain conquistando il Titolo costruttori GT per la Ferrari e il Titolo Team GTE Pro per l'AF Corse con due gare d'anticipo. Ottiene un altro secondo posto alla 6 Ore del Fuji e si ritira all'ultima gara stagionale, la 6 Ore di Shanghai, per un problema tecnico.
Nel 2013 è nuovamente al volante di una Ferrari 458 GTC della AF Corse, sempre in condivisione con Bruni. In occasione della 6 Ore del Bahrain, ultima gara della stagione, essendo in lizza per il titolo piloti di categoria, gareggia in coppia con Kamui Kobayashi (mentre Vilander, compagno di quest'ultimo, gareggia con Bruni), in modo da raddoppiare le possibilità di successo del team. La gara sarà vinta, così come il campionato di categoria, da Bruni, mentre Fischella, arrivato sul terzo gradino del podio, chiuderà la stagione in seconda posizione. Nel 2014 vince di nuovo la 24 ore di Le Mans nella categoria GT Pro insieme a Bruni e Vilander sempre con la Ferrari 458 GTC, lo stesso equipaggio giunge secondo nell'edizione della classica francese del 2015. Nel 2016 Fisico giunge invece secondo sempre nella categoria GT Pro insieme a Toni Vilander e Matteo Malucelli con la Ferrari 488 GT del team Risi Competizione.
Nel 2018 ritorna a gareggiare nell'Endurance, nuovamente al volante della Ferrari 488 GT del team Spirit of Race. Partecipa anche al Campionato Italiano Gran Turismo con la Scuderia Baldini e al Blancpain GT Series. Nel 2023 vince il Campionato Italiano GT Endurance insieme a Tommaso Mosca al bordo della Ferrari 488 GTB di Scuderia Baldini. Nel 2024 vince di nuovo il Campionato Italiano GT Endurance insieme a Tommaso Mosca e Arthur Leclerc, fratello di Charles, i 3 gareggiano a bordo di una Ferrari 296 GTB di Scuderia Baldini,
Alla 24 Ore di Le Mans 2018 si classifica secondo nella classe LMGTE Am insieme a Francesco Castellacci e Thomas Flohr, sempre al volante di una Ferrari 488 della scuderia Spirit of Race.

#### IMSA Weathertech SportsCars Championship
Dal 2014 al 2017 corre con le Ferrari 458 Italia GT2 e Ferrari 488 GTE del team Risi Competizione nell'IMSA Weathertech SportsCars Championship in classe GTLM, una serie che è nata dalla fusione dell'ALMS con il campionato Grand-Am. Ha vinto nel 2014 in coppia con Pierre Kaffer le gare disputate a Road America e al Virginia International Speedway, e nel 2016 ha vinto per la seconda volta in carriera la Petit Le Mans tra le GT in equipaggio con Toni Vilander e James Calado.

#### Altre competizioni
Nel 1995 partecipa alla kermesse del Motor Show di Bologna con una Minardi M195 e si classifica secondo dietro a Luca Badoer con l'altra Minardi; l'anno successivo vince la manifestazione al volante di una Benetton B196 battendo Giovanni Lavaggi su Minardi M195. Prende parte al Rally di Monza del 1997 con una Subaru Impreza WRC, navigato da Daniele Vernuccio; sale sul secondo gradino del podio. e vince il Masters' Show, la kermesse di chiusura della manifestazione monzese. Nel 2005 all'interno dello Stadio San Paolo di Napoli viene organizzata una spettacolare sfida tra Giancarlo Fisichella in auto e Max Biaggi in moto. Alla fine della kermesse avrà la meglio, seppur di poco, il pilota della Renault. Ha partecipato a diverse edizioni della gara di beneficenza disputata sul Circuito di Adria. Nel 2006 in una squadra composta da sette piloti alla guida di una Mitsubishi Lancer EVO della Durango si piazza al sesto posto. Nel 2009 ha pilotato una SEAT León del Dolomiti Stars Team. Nel 2010 guida una Fiat Cinquecento Abarth con altri piloti e arriva quarto assoluto e primo della sua categoria. Nel 2012 prende parte alla gara di Vallelunga del Superstars International Series al volante di una Maserati Quattroporte dello Swiss Team si classifica ottavo in gara-1 e undicesimo in gara-2 e ottiene cinque punti validi per il Campionato.

## Palmares

### Vittorie in Formula 1
| # | Stagione | Gran Premio               | Circuito               | Vettura     | Scuderia                   |
| - | -------- | ------------------------- | ---------------------- | ----------- | -------------------------- |
| 1 | 2003     | Gran Premio del Brasile   | Circuito di Interlagos | Jordan EJ13 | Jordan Grand Prix          |
| 2 | 2005     | Gran Premio d'Australia   | Circuito Albert Park   | Renault R25 | Mild Seven Renault F1 Team |
| 3 | 2006     | Gran Premio della Malesia | Circuito di Sepang     | Renault R26 | Mild Seven Renault F1 Team |

## Risultati

### Deutsche Tourenwagen Meisterschaft
(legenda) (Le gare in grassetto indicano la pole position) (Gare in corsivo indicano Gpv)
| Anno | Team         | Vettura              | 1   | 2   | 3   | 4   | 5   | 6   | 7   | 8   | 9   | 10  | 11  | 12  | 13  | 14  | Punti | Pos. |
| ---- | ------------ | -------------------- | --- | --- | --- | --- | --- | --- | --- | --- | --- | --- | --- | --- | --- | --- | ----- | ---- |
| 1995 | Alfa Corse 2 | Alfa Romeo 155 V6 Ti | HOC | HOC | AVU | AVU | NOR | NOR | DIE | DIE | NÜR | NÜR | ALE | ALE | HOC | HOC | 30    | 15º  |
| 1995 | Alfa Corse 2 | Alfa Romeo 155 V6 Ti | 6   | Rit | 4   | 19  | NP  | NP  | 6   | Rit | 6   | Rit | 15  | Rit | 10  | 10  | 30    | 15º  |

### International Touring Car Championship
(legenda) (Le gare in grassetto indicano la pole position) (Gare in corsivo indicano Gpv)
| Anno | Team                    | Vettura              | 1   | 2   | 3   | 4   | 5   | 6   | 7   | 8   | 9   | 10  | 11  | 12  | 13  | 14  | 15  | 16  | 17  | 18  | 19  | 20  | 21  | 22  | 23  | 24  | 25  | 26  | Punti | Pos. |
| ---- | ----------------------- | -------------------- | --- | --- | --- | --- | --- | --- | --- | --- | --- | --- | --- | --- | --- | --- | --- | --- | --- | --- | --- | --- | --- | --- | --- | --- | --- | --- | ----- | ---- |
| 1995 | Alfa Corse 2            | Alfa Romeo 155 V6 Ti | MUG | MUG | HEL | HEL | DON | DON | EST | EST | MAG | MAG |     |     |     |     |     |     |     |     |     |     |     |     |     |     |     |     | 37    | 10º  |
| 1995 | Alfa Corse 2            | Alfa Romeo 155 V6 Ti | 7   | 2   | 16† | Rit | 5   | Rit | 4   | 14  | Rit | Rit |     |     |     |     |     |     |     |     |     |     |     |     |     |     |     |     | 37    | 10º  |
| 1996 | TV Spielfilm Alfa Corse | Alfa Romeo 155 V6 Ti | HOC | HOC | NÜR | NÜR | EST | EST | HEL | HEL | NOR | NOR | DIE | DIE | SIL | SIL | NÜR | NÜR | MAG | MAG | MUG | MUG | HOC | HOC | INT | INT | SUZ | SUZ | 139   | 6º   |
| 1996 | TV Spielfilm Alfa Corse | Alfa Romeo 155 V6 Ti | 7   | 10  | EX  | EX  | 2   | 5   | 12  | 5   | 11  | Rit | 3   | Rit | Rit | 9   | 5   | 4   | 3   | 2   | 3   | 13  | 12  | 5   | 12  | 16  | 4   | 2   | 139   | 6º   |

† Il pilota non ha terminato la gara, ma è stato classificato poiché ha completato oltre il 90% della distanza di gara.

### Formula 1
| 1996 | Scuderia | Vettura |     |  |  |    |     |     |     |   |     |    |  |  |  |  |  |  |  |  |  | Punti | Pos. |
| ---- | -------- | ------- | --- |  |  | -- | --- | --- | --- | - | --- | -- |  |  |  |  |  |  |  |  |  | ----- | ---- |
| 1996 | Minardi  | M195B   | Rit |  |  | 13 | Rit | Rit | Rit | 8 | Rit | 11 |  |  |  |  |  |  |  |  |  | 0     |      |

| 1997 | Scuderia | Vettura |     |   |     |   |   |   |   |   |   |    |     |   |   |   |     |   |    |  |  | Punti | Pos. |
| ---- | -------- | ------- | --- | - | --- | - | - | - | - | - | - | -- | --- | - | - | - | --- | - | -- |  |  | ----- | ---- |
| 1997 | Jordan   | 197     | Rit | 8 | Rit | 4 | 6 | 9 | 3 | 9 | 7 | 11 | Rit | 2 | 4 | 4 | Rit | 7 | 11 |  |  | 20    | 8º   |

| 1998 | Scuderia | Vettura |     |   |   |     |     |   |   |   |   |     |   |   |     |   |   |   |  |  |  | Punti | Pos. |
| ---- | -------- | ------- | --- | - | - | --- | --- | - | - | - | - | --- | - | - | --- | - | - | - |  |  |  | ----- | ---- |
| 1998 | Benetton | B198    | Rit | 6 | 7 | Rit | Rit | 2 | 2 | 9 | 5 | Rit | 7 | 8 | Rit | 8 | 6 | 8 |  |  |  | 16    | 9º   |

| 1999 | Scuderia | Vettura |   |     |   |   |   |   |     |   |    |     |     |    |     |     |    |    |  |  |  | Punti | Pos. |
| ---- | -------- | ------- | - | --- | - | - | - | - | --- | - | -- | --- | --- | -- | --- | --- | -- | -- |  |  |  | ----- | ---- |
| 1999 | Benetton | B199    | 4 | Rit | 5 | 5 | 9 | 2 | Rit | 7 | 12 | Rit | Rit | 11 | Rit | Rit | 11 | 14 |  |  |  | 13    | 9º   |

| 2000 | Scuderia | Vettura |   |   |    |   |   |   |   |   |   |     |     |     |     |    |     |    |   |  |  | Punti | Pos. |
| ---- | -------- | ------- | - | - | -- | - | - | - | - | - | - | --- | --- | --- | --- | -- | --- | -- | - |  |  | ----- | ---- |
| 2000 | Benetton | B200    | 5 | 2 | 11 | 7 | 9 | 5 | 3 | 3 | 9 | Rit | Rit | Rit | Rit | 11 | Rit | 14 | 9 |  |  | 18    | 6º   |

| 2001 | Scuderia | Vettura |    |     |   |     |    |     |     |     |    |    |    |   |     |   |    |   |    |  |  | Punti | Pos. |
| ---- | -------- | ------- | -- | --- | - | --- | -- | --- | --- | --- | -- | -- | -- | - | --- | - | -- | - | -- |  |  | ----- | ---- |
| 2001 | Benetton | B201    | 13 | Rit | 6 | Rit | 14 | Rit | Rit | Rit | 11 | 11 | 13 | 4 | Rit | 3 | 10 | 8 | 17 |  |  | 8     | 11º  |

| 2002 | Scuderia | Vettura |     |    |     |     |     |   |   |   |     |   |    |     |   |     |   |   |     |  |  | Punti | Pos. |
| ---- | -------- | ------- | --- | -- | --- | --- | --- | - | - | - | --- | - | -- | --- | - | --- | - | - | --- |  |  | ----- | ---- |
| 2002 | Jordan   | EJ12    | Rit | 13 | Rit | Rit | Rit | 5 | 5 | 5 | Rit | 7 | SP | Rit | 6 | Rit | 8 | 7 | Rit |  |  | 7     | 11º  |

| 2003 | Scuderia | Vettura |     |     |   |    |     |     |    |     |    |     |     |    |     |    |   |     |  |  |  | Punti | Pos. |
| ---- | -------- | ------- | --- | --- | - | -- | --- | --- | -- | --- | -- | --- | --- | -- | --- | -- | - | --- |  |  |  | ----- | ---- |
| 2003 | Jordan   | EJ13    | Rit | Rit | 1 | 15 | Rit | Rit | 10 | Rit | 12 | Rit | Rit | 13 | Rit | 10 | 7 | Rit |  |  |  | 12    | 12º  |

| 2004 | Scuderia | Vettura |    |    |    |   |   |     |   |   |   |    |   |   |   |   |   |   |   |   |  | Punti | Pos. |
| ---- | -------- | ------- | -- | -- | -- | - | - | --- | - | - | - | -- | - | - | - | - | - | - | - | - |  | ----- | ---- |
| 2004 | Sauber   | C23     | 10 | 11 | 11 | 9 | 7 | Rit | 6 | 4 | 9 | 12 | 6 | 9 | 8 | 5 | 8 | 7 | 8 | 9 |  | 22    | 11º  |

| 2005 | Scuderia | Vettura |   |     |     |     |   |    |   |     |    |   |   |   |   |   |   |     |   |   |   | Punti | Pos. |
| ---- | -------- | ------- | - | --- | --- | --- | - | -- | - | --- | -- | - | - | - | - | - | - | --- | - | - | - | ----- | ---- |
| 2005 | Renault  | R25     | 1 | Rit | Rit | Rit | 5 | 12 | 6 | Rit | NP | 6 | 4 | 4 | 9 | 4 | 3 | Rit | 5 | 2 | 4 | 58    | 5º   |

| 2006 | Scuderia | Vettura |     |   |   |   |   |   |   |   |   |   |   |   |     |   |   |   |   |   |  | Punti | Pos. |
| ---- | -------- | ------- | --- | - | - | - | - | - | - | - | - | - | - | - | --- | - | - | - | - | - |  | ----- | ---- |
| 2006 | Renault  | R26     | Rit | 1 | 5 | 8 | 6 | 3 | 6 | 4 | 4 | 3 | 6 | 6 | Rit | 6 | 4 | 3 | 3 | 6 |  | 72    | 4º   |

| 2007 | Scuderia | Vettura |   |   |   |   |   |    |   |   |   |    |    |   |    |     |   |    |     |  |  | Punti | Pos. |
| ---- | -------- | ------- | - | - | - | - | - | -- | - | - | - | -- | -- | - | -- | --- | - | -- | --- |  |  | ----- | ---- |
| 2007 | Renault  | R27     | 5 | 6 | 8 | 9 | 4 | SQ | 9 | 6 | 8 | 10 | 12 | 9 | 12 | Rit | 5 | 11 | Rit |  |  | 21    | 8º   |

| 2008 | Scuderia    | Vettura |     |    |    |    |     |     |     |    |     |    |    |    |    |     |    |     |    |    |  | Punti | Pos. |
| ---- | ----------- | ------- | --- | -- | -- | -- | --- | --- | --- | -- | --- | -- | -- | -- | -- | --- | -- | --- | -- | -- |  | ----- | ---- |
| 2008 | Force India | VJM01   | Rit | 12 | 12 | 10 | Rit | Rit | Rit | 18 | Rit | 16 | 15 | 14 | 17 | Rit | 14 | Rit | 17 | 18 |  | 0     | 20º  |

| 2009 | Scuderia            | Vettura   |    |    |    |    |    |   |     |    |    |    |    |   |   |    |    |    |    |  |  | Punti | Pos. |
| ---- | ------------------- | --------- | -- | -- | -- | -- | -- | - | --- | -- | -- | -- | -- | - | - | -- | -- | -- | -- |  |  | ----- | ---- |
| 2009 | Force India Ferrari | VJM02 F60 | 11 | 18 | 14 | 15 | 14 | 9 | Rit | 10 | 11 | 14 | 12 | 2 | 9 | 13 | 12 | 10 | 16 |  |  | 8     | 15º  |

| Legenda | 1º posto     | 2º posto | 3º posto    | A punti         | Senza punti/Non class.  | Grassetto – Pole position Corsivo – Giro più veloce |
| Legenda | Squalificato | Ritirato | Non partito | Non qualificato | Solo prove/Terzo pilota | Grassetto – Pole position Corsivo – Giro più veloce |

### 24 Ore di Le Mans
| Anno | Classe    | N° | Gomme | Vettura                                          | Squadra           | Co-piloti                          | Giri | Pos. Assol. | Pos. di Classe |
| ---- | --------- | -- | ----- | ------------------------------------------------ | ----------------- | ---------------------------------- | ---- | ----------- | -------------- |
| 2010 | LMGT2     | 95 | M     | Ferrari F430 GT2 Ferrari 4.0L V8                 | AF Corse SRL      | Jean Alesi Toni Vilander           | 323  | 16º         | 4º             |
| 2011 | LMGTE Pro | 51 | M     | Ferrari 458 Italia GT2 Ferrari 3.5L V8           | AF Corse SRL      | Gianmaria Bruni Toni Vilander      | 314  | 13º         | 2º             |
| 2012 | LMGTE Pro | 51 | M     | Ferrari 458 Italia GT2 Ferrari 3.5L V8           | AF Corse          | Gianmaria Bruni Toni Vilander      | 336  | 17º         | 1º             |
| 2013 | LMGTE Pro | 51 | M     | Ferrari 458 Italia GT2 Ferrari 4.5L V8           | AF Corse          | Gianmaria Bruni Matteo Malucelli   | 311  | 21º         | 6º             |
| 2014 | LMGTE Pro | 51 | M     | Ferrari 458 Italia GT2 Ferrari 4.5L V8           | AF Corse          | Gianmaria Bruni Toni Vilander      | 339  | 13º         | 1º             |
| 2015 | LMGTE Pro | 51 | M     | Ferrari 458 Italia GT2 Ferrari 4.5L V8           | AF Corse          | Gianmaria Bruni Toni Vilander      | 330  | 25º         | 3º             |
| 2016 | LMGTE Pro | 82 | M     | Ferrari 488 GTE Ferrari F154CB 3.9L Turbo V8     | Risi Competizione | Matteo Malucelli Toni Vilander     | 340  | 20º         | 2º             |
| 2017 | LMGTE Pro | 82 | M     | Ferrari 488 GTE Ferrari F154CB 3.9L Turbo V8     | Risi Competizione | Toni Vilander Pierre Kaffer        | 72   | Rit         | Rit            |
| 2018 | LMGTE Am  | 54 | M     | Ferrari 488 GTE Ferrari F154CB 3.9L Turbo V8     | Spirit of Race    | Francesco Castellacci Thomas Flohr | 335  | 26º         | 2º             |
| 2019 | LMGTE Am  | 54 | M     | Ferrari 488 GTE Ferrari F154CB 3.9L Turbo V8     | Spirit of Race    | Francesco Castellacci Thomas Flohr | 327  | 43º         | 12º            |
| 2020 | LMGTE Am  | 54 | M     | Ferrari 488 GTE Evo Ferrari F154CB 3.9L Turbo V8 | AF Corse          | Francesco Castellacci Thomas Flohr | 330  | 39º         | 13º            |
| 2021 | LMGTE Am  | 54 | M     | Ferrari 488 GTE Evo Ferrari F154CB 3.9L Turbo V8 | AF Corse          | Francesco Castellacci Thomas Flohr | 329  | 39º         | 11º            |
| 2022 | LMGTE Am  | 80 | M     | Ferrari 488 GTE Evo Ferrari F154CB 3.9L Turbo V8 | Iron Lynx         | Matteo Cressoni Richard Heistand   | 336  | 46º         | 13º            |

### 24 Ore di Daytona
| Anno | Classe | N° | Gomme | Vettura                                 | Squadra           | Co-piloti                                        | Giri | Pos. Assol. | Pos. di Classe |
| ---- | ------ | -- | ----- | --------------------------------------- | ----------------- | ------------------------------------------------ | ---- | ----------- | -------------- |
| 2014 | GTLM   | 62 | M     | Ferrari 458 Italia GT2 Ferrari 4.5L V8  | Risi Competizione | Gianmaria Bruni Matteo Malucelli Olivier Beretta | 88   | Rit         | Rit            |
| 2015 | GTLM   | 62 | M     | Ferrari 458 Italia GT2 Ferrari 4.5L V8  | Risi Competizione | Pierre Kaffer Davide Rigon Olivier Beretta       | 310  | Rit         | Rit            |
| 2016 | GTLM   | 62 | M     | Ferrari 488 GTE Ferrari F154 CB 3.9L V8 | Risi Competizione | Toni Vilander Davide Rigon Olivier Beretta       | 709  | 12º         | 6º             |
| 2017 | GTLM   | 62 | M     | Ferrari 488 GTE Ferrari F154 CB 3.9L V8 | Risi Competizione | James Calado Toni Vilander                       | 652  | 7º          | 3º             |

### Campionato del mondo endurance
Nel 2012 la Coppa del Mondo Endurance FIA è stata assegnata solo ai Costruttori; nel 2013 è stata istituita anche quella per i piloti.
| Anno    | Squadra        | Classe    | Vettura                | SEB | SPA | LMS | SIL | SÃO | BHR | FUJ | SHA | Punti | Pos. |
| ------- | -------------- | --------- | ---------------------- | --- | --- | --- | --- | --- | --- | --- | --- | ----- | ---- |
| 2012    | AF Corse       | LMGTE Pro | Ferrari 458 Italia GT2 | EX  | 2   | 1   | 1   | 1   | 1   | 2   | Rit | 3,5   | 52º  |
| Anno    | Squadra        | Classe    | Vettura                | SIL | SPA | LMS | SÃO | COA | FUJ | SHA | BHR | Punti | Pos. |
| 2013    | AF Corse       | LMGTE Pro | Ferrari 458 Italia GT2 | 5   | 1   | 5   | 1   | 2   | 2   | 4   | 3   | 135   | 2º   |
| Anno    | Squadra        | Classe    | Vettura                | SIL | SPA | LMS | COA | FUJ | SHA | BHR | SÃO | Punti | Pos. |
| 2014    | AF Corse       | LMGTE Pro | Ferrari 458 Italia GT2 |     |     | 1   |     |     |     |     |     | 51    | 14º  |
| Anno    | Squadra        | Classe    | Vettura                | SIL | SPA | LMS | NÜR | COA | FUJ | SHA | BHR | Punti | Pos. |
| 2015    | AF Corse       | LMGTE Pro | Ferrari 458 Italia GT2 |     |     | 4   |     |     |     |     |     | 24    | 20º  |
| Anno    | Squadra        | Classe    | Vettura                | SPA | LMS | SIL | FUJ | SHA | SEB | SPA | LMS | Punti | Pos. |
| 2018-19 | Spirit of Race | LMGTE Am  | Ferrari 488 GTE        | 8   | 2   | 9   | 6   | 4   | 2   | 4   | 7   | 99    | 4º   |
| Anno    | Squadra        | Classe    | Vettura                | SIL | FUJ | SHA | BHR | COA | SPA | LMS | BHR | Punti | Pos. |
| 2019-20 | AF Corse       | LMGTE Am  | Ferrari 488 GTE Evo    | 9   | 6   | 8   | 5   | 7   | 7   | 7   | 4   | 71    | 12º  |
| Anno    | Squadra        | Classe    | Vettura                | SPA | ALG | MNZ | LMS | BHR | BHR |     |     | Punti | Pos. |
| 2021    | AF Corse       | LMGTE Am  | Ferrari 488 GTE Evo    | 4   | 3   | 7   | 7   | 7   | 6   |     |     | 71    | 6º   |
| Anno    | Squadra        | Classe    | Vettura                | SEB | SPA | LMS | MNZ | FUJ | BHR |     |     | Punti | Pos. |
| 2022    | Iron Lynx      | LMGTE Am  | Ferrari 488 GTE Evo    | 8   | 8   |     | 4   |     |     |     |     | 22*   | 16º* |
| Legenda |                |           |                        |     |     |     |     |     |     |     |     |       |      |

* Stagione in corso.

#### Asian Le Mans
(legenda) (Le gare in grassetto indicano la pole position) (Le gare in corsivo indicano Gpv)
| Anno    | Squadra  | Classe | Vettura         | DUB | DUB | YMC | YMC | Punti | Pos. |
| ------- | -------- | ------ | --------------- | --- | --- | --- | --- | ----- | ---- |
| 2021    | AF Corse | GT     | Ferrari 488 GT3 | 11  | 12  | 11  | Rit | 1,5   | 18º  |
| Legenda |          |        |                 |     |     |     |     |       |      |

#### Le Mans Series
| Anno    | Squadra  | Classe     | Vettura                | LEC | SPA | ALG | HUN | SIL | Punti | Pos. |
| ------- | -------- | ---------- | ---------------------- | --- | --- | --- | --- | --- | ----- | ---- |
| 2010    | AF Corse | GT2        | Ferrari F430 GT2       | 3   | 3   | 2   | 4   | 12  | 62    | 2º   |
| Anno    | Squadra  | Classe     | Vettura                | LEC | SPA | IMO | SIL | EST | Punti | Pos. |
| 2011    | AF Corse | LM GTE Pro | Ferrari 458 Italia GT2 | 2   | 1   | 2   | 1   | Rit | 60    | 1º   |
| Legenda |          |            |                        |     |     |     |     |     |       |      |

#### Campionato IMSA WeatherTech SportsCar
(legenda) (Le gare in grassetto indicano la pole position) (Le gare in corsivo indicano Gpv)
| Anno | Squadra           | Classe | Vettura                | 1      | 2      | 3     | 4     | 5     | 6      | 7     | 8     | 9     | 10    | 11     | Punti | Pos. |
| ---- | ----------------- | ------ | ---------------------- | ------ | ------ | ----- | ----- | ----- | ------ | ----- | ----- | ----- | ----- | ------ | ----- | ---- |
| 2014 | Risi Competizione | GTLM   | Ferrari 458 Italia GT2 | DAY 11 | SEB 11 | LBH 9 | LGA 3 | WGL 7 | MOS 10 | IMS 2 | ELK 1 | VIR 1 | COA 4 | PET 11 | 258   | 13º  |
| 2015 | Risi Competizione | GTLM   | Ferrari 458 Italia GT2 | DAY 9  | SEB 2  | LBH 2 | LGA 4 | WGL 5 | MOS 6  | ELK 3 | VIR 3 | COA 2 | PET 5 |        | 293   | 4º   |
| 2016 | Risi Competizione | GTLM   | Ferrari 488 GTE        | DAY 6  | SEB 4  | LBH 3 | LGA 5 | WGL 6 | MOS 7  | LRP 4 | ELK 5 | VIR 7 | COA 8 | PET 1  | 305   | 5º   |
| 2017 | Risi Competizione | GTLM   | Ferrari 488 GTE        | DAY 3  | SEB 3  | LBH 9 | COA 9 | WGL   | MOS    | LRP   | ELK   | VIR 3 | LGA 2 | PET 3  | 199   | 9º   |

#### GT World Challenge Europe Endurance Cup
| Anno    | Squadra               | Classe | Vettura         | MNZ | SIL | LEC | SPA | CAT | Punti | Pos. |
| ------- | --------------------- | ------ | --------------- | --- | --- | --- | --- | --- | ----- | ---- |
| 2017    | Kaspersky Motorsport  | Pro    | Ferrari 488 GT3 | 4   | 20  | Rit | Rit | 17  | 32    | 7º   |
| Anno    | Squadra               | Classe | Vettura         | MNZ | SIL | LEC | SPA | CAT | Punti | Pos. |
| 2018    | 961 Corse             | Pro-Am | Ferrari 488 GT3 | 7   |     |     |     |     | 8     | 23º  |
| Anno    | Squadra               | Classe | Vettura         | MNZ | SIL | LEC | SPA | CAT | Punti | Pos. |
| 2019    | Tempesta Racing       | Pro-Am | Ferrari 488 GT3 |     |     |     | 4   |     | 25    | 15º  |
| Anno    | Squadra               | Classe | Vettura         | IMO | NÜR | SPA | LEC |     | Punti | Pos. |
| 2020    | Sky - Tempesta Racing | Pro-Am | Ferrari 488 GT3 |     |     | 2   |     |     | 39    | 8º   |
| Legenda |                       |        |                 |     |     |     |     |     |       |      |

#### GT World Challenge Europe Sprint Cup
| Anno    | Squadra               | Classe | Vettura         | MIS | MIS | MIS | MAG | MAG | ZAN | ZAN | BAR | BAR | Punti | Pos. |
| ------- | --------------------- | ------ | --------------- | --- | --- | --- | --- | --- | --- | --- | --- | --- | ----- | ---- |
| 2020    | Sky - Tempesta Racing | Pro-Am | Ferrari 488 GT3 |     |     |     | 1   | 1   |     |     |     |     | 34    | 6º   |
| Legenda |                       |        |                 |     |     |     |     |     |     |     |     |     |       |      |

#### Campionato Italiano Gran Turismo
| Anno | Serie     | Classe  | Squadra                      | Vettura                     | Numero | Co-piloti                      | 1   | 2   | 3   | 4   | 5   | 6   | 7   | 8   | 9   | 10  | 11  | 12  | 13  | 14  | Punti Ass. | Pos. Ass. | Punti Clas. | Pos. Clas. |
| ---- | --------- | ------- | ---------------------------- | --------------------------- | ------ | ------------------------------ | --- | --- | --- | --- | --- | --- | --- | --- | --- | --- | --- | --- | --- | --- | ---------- | --------- | ----------- | ---------- |
| 2018 | -         | GT3 PRO | Scuderia Baldini 27 Network  | Ferrari 488 Ferrari 488 GTE | 27     | Stefano Gai                    | IMO | IMO | LEC | LEC | MIS | MIS | MUG | MUG | VAL | VAL | MNZ | MNZ | MUG | MUG | 143        | 5º        | 143         | 5º         |
| 2018 | -         | GT3 PRO | Scuderia Baldini 27 Network  | Ferrari 488 Ferrari 488 GTE | 27     | Stefano Gai                    | 1   | 2   | 6   | 4   |     |     | 4   | 1   | 5   | 1   | 4   | 4   | 1   | 7   | 143        | 5º        | 143         | 5º         |
| 2019 | Endurance | GT3 PRO | Scuderia Baldini 27 Networks | Ferrari 488                 | 27     | Stefano Gai Jacques Villeneuve | MNZ | MIS | VAL | MUG |     |     |     |     |     |     |     |     |     |     | 22         | 7º        | 22          | 7º         |
| 2019 | Endurance | GT3 PRO | Scuderia Baldini 27 Networks | Ferrari 488                 | 27     | Stefano Gai Jacques Villeneuve | 16  | 4   | 2   |     |     |     |     |     |     |     |     |     |     |     | 22         | 7º        | 22          | 7º         |
| 2021 | Endurance | GT3 PRO | Scuderia Baldini 27          | Ferrari 488 GT3             | 27     | Stefano Gai Riccardo Zampieri  | PER | MUG | VAL | MNZ |     |     |     |     |     |     |     |     |     |     | 37         | 4º        | 37          | 4º         |
| 2021 | Endurance | GT3 PRO | Scuderia Baldini 27          | Ferrari 488 GT3             | 27     | Stefano Gai Riccardo Zampieri  | 2   | 2   | 4   |     |     |     |     |     |     |     |     |     |     |     | 37         | 4º        | 37          | 4º         |
| 2022 | Endurance | GT3 PRO | Scuderia Baldini 27          | Ferrari 488 GT3 Evo         | 27     | Rubens Barrichello             | PER | MUG | VAL | MNZ |     |     |     |     |     |     |     |     |     |     | 20         | 6º        | 20          | 6º         |
| 2022 | Endurance | GT3 PRO | Scuderia Baldini 27          | Ferrari 488 GT3 Evo         | 27     | Rubens Barrichello             | 1   |     |     |     |     |     |     |     |     |     |     |     |     |     | 20         | 6º        | 20          | 6º         |

#### Team manager
Nel 2005 ha fondato il Fisichella Motor Sport in società con la Coloni. La squadra ha corso nella GP2 Series, la Superleague Formula e nella Formula 3000 con piloti come Luca Filippi e Giorgio Pantano tra il 2005 e il 2009. Il Fisichella Motor Sport ha vinto il campionato per squadre nella Formula 3000 italiana nel 2005 e nell'Euroseries 3000 nel 2006 e 2009. Nel 2009 la scuderia viene rilevata dalla Coloni. Nel 2021 fonda insieme a Marco Cioci il progetto Pro Racing Motorsport, la nuova agenzia di management aiuta i giovani talenti emergenti nel motorsport, fra i piloti gestiti compaiono Bruno Del Pino, Valerio Rinicella, Matteo De Palo, Aurelia Nobels, Joanne Ciconte.

### Vita privata e attività extrautomobilistiche

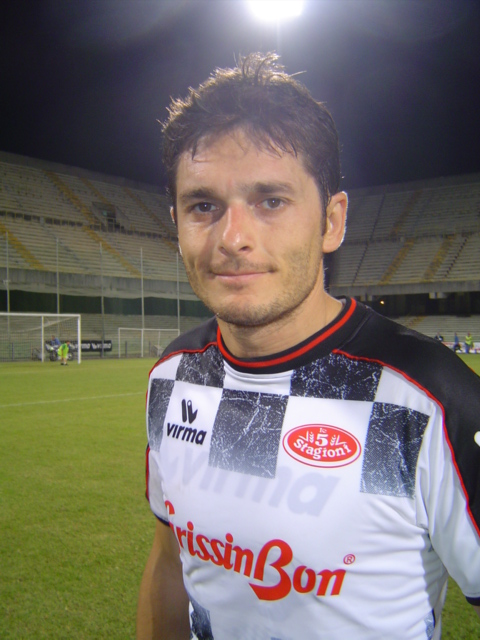
Fisichella con la maglia della Nazionale Piloti nel 2008

Giancarlo Fisichella cresce in una famiglia di origini siciliane nel quartiere romano di Pietralata, dove il padre Roberto è titolare di un'officina di carrozzeria. Nel 2009 ha sposato Luna Castellani dopo quindici anni di fidanzamento; la coppia abita con i tre figli in una villa alla periferia di Roma. In precedenza il pilota romano ha abitato nel Principato di Monaco.
Fisichella ha doppiato il personaggio di Boost per l'edizione italiana del film d'animazione Cars. Nello stesso film si sono improvvisati doppiatori anche i piloti Alex Zanardi, Jarno Trulli, Emanuele Pirro, Michael Schumacher e i commentatori Gianfranco Mazzoni e Ivan Capelli.
Appassionato di calcio, è tifoso della Roma, gioca con il ruolo di punta nella Nazionale Piloti, squadra formata da piloti automobilistici e motociclistici che disputano partite per beneficenza, e occasionalmente nella Nazionale Cantanti.
È stato testimonial della birra Drive Beer.
Il 14 gennaio 2012 è stato ballerino per una notte a Ballando con le stelle.
Dalla stagione 2014 alla stagione 2017 è stato inviato speciale per la Rai nel box della Ferrari, mentre dalla stagione successiva passa a TV8 come opinionista.
Il 6 novembre 2018 è uscito "Il profumo dell'asfalto" edito da Sperling & Kupfer scritto da Giancarlo Fisichella in collaborazione di Carlo Baffi. La Formula 1 romanzata con i racconti sui personaggi che hanno fatto la storia della F1.

## Riconoscimenti
- Casco d'Argento Tricolore di Autosprint nel 1994[74]
- Campionato Italiano Assoluto di Velocità della Commissione Sportiva Automobilistica Italiana nel 1994, 1997, 1998, 1999, 2000, 2001, 2005 e 2006[75]
- Casco d'Oro Tricolore di Autosprint nel 1997[76]
- Trofeo Lorenzo Bandini nel 1998[77]
- Guirlande d'Honneur[78] nel 2003[79]
- Casco d'Argento di Autosprint nel 2006[80]
- Casco d'Oro del Club Clay Regazzoni nel 2007[81]
- Ambasciatore dell'Elettrico nel 2008[82]
- Premio uno di noi dell'Aci Csai nel 2009[83]
- Casco d'Oro alla carriera di Autosprint nel 2009[84]
- Atleta dell'anno del Comune di Roma nel 2009[85]
- Casco d'Oro Italia che vince di Autosprint nel 2011[86]
- Premio Michele Alboreto del Le Mans Model Fan Club nel 2011[87]